# Cheval à Oman
Le cheval à Oman est surtout connu à travers des élevages de Pur-sang arabes réputés, et sa cavalerie royale. 

## Histoire
L'une des plus vieilles représentations connues d'un cheval à Oman remonte à l'âge du fer tardif - 630 /- 400, et a été retrouvée à Samad ash Shan. L'élevage équin est une tradition plusieurs fois centenaire dans le sultanat d'Oman. Au début du XXe siècle, le cheval y est rare, notamment à cause des difficultés que rencontrent les nomades pour nourrir leurs bêtes.
En 1974, le sultan créée la cavalerie royale d'Oman, qui compte à l'origine 20 chevaux. En 1993 y est adjoint un équipage de Firqah (cérémonial). La cavalerie royale compte désormais 200 chevaux, et donne régulièrement des spectacles à travers le monde.
En 1979, les chevaux des écuries royales d'Oman sont victimes des parasites Babesia equi et Babesia caballi, ce qui donne lieu à une étude visant à trouver un remède. 
La fédération équestre d'Oman s'est créée en 1983, dans le but de promouvoir les sports équestres dans le pays.

## Élevage
Oman pratique l'élevage du cheval arabe, et est membre de la WAHO (World Arabian Horse Organization). Le pays est réputé pour l'attention qu'il porte à la préservation de la race Arabe, avec notamment plus de 300 importations de chevaux arabes entre 2011 et 2013. Cet investissement a valu à Oman de remporter le trophée 2015 de la WAHO. 
Le sheikh Raschid bin Hamid possède lui-même un certain nombre de petits chevaux arabes connus pour leur élégance, issus de lignées réputées pures.

## Pratiques
Le principal événement équestre du pays est une compétition nationale de saut d'obstacles tenue chaque année en hiver à As-Sib, qui attire la cavalerie royale ainsi que de nombreux compétiteurs privés. Ce site est considéré comme l'un des meilleurs terrains de compétition équestre au monde. Oman organise aussi de nombreuses courses de chevaux arabes, ainsi qu'un festival annuel consacré à cette race.
Les courses de chevaux sont populaires à Saham. Les Eid (fêtes) donnent lieu à des événements équestres à Ibra.